# 577
Cette page concerne l'année 577  du calendrier julien. Pour l'année 577 av. J.-C., voir 577 av. J.-C. Pour le nombre 577, voir 577 (nombre).
L'année 577 est une année commune qui commence un vendredi.

## Événements
- Mai : entrevue de Pompierre[1]. Gontran, roi de Bourgogne, n’ayant pas d’héritier à la mort de ses fils lors d'une épidémie, adopte son neveu Childebert II, roi d’Austrasie[2].
- Été : le général byzantin Justinien est battu par le général perse Tamkhosrau en Arménie ; les Perses font trainer les pourparlers de paix pendant l'automne, pour retarder les préparatifs des Byzantins[3].
- 3 octobre : le patriarche de Constantinople Eutychius est rétabli (mort en 582)[4].
- Hiver 577/578 : le général byzantin Maurice prend le commandement des armées d'Orient[5].

- Prétextat de Rouen est déposé et condamné à l'exil au concile de Paris pour avoir célébré le mariage de Brunehilde et de Mérovée[6].
- Mérovée s'enfuit de Soissons où il est retenu par son père Chilpéric et se réfugie à Saint-Martin-de-Tours, puis erre en Champagne et en Ternois, avant de se faire tuer par un de ses fidèles, Gailin, pour ne pas tomber dans les mains de ses ennemis[2].
- Ceawlin, roi Saxon du Wessex écrase les Bretons en Cornouailles à la bataille de Dyrham. Il prend Gloucester, Cirencester et Bath[7]. Les Gallois sont coupés de la Domnonée au sud[8].
- La dynastie Zhou du Nord supplante les Qi en Chine du nord (fin en 581)[9].
- Gontran fonde le couvent de saint Marcel près de Chalon-sur-Saône[10] (pratique de la prière perpétuelle)[11].

## Décès en 577
- Amina, mère de Mahomet, qui est confié à son grand-père, Abd al-Muttalib.